# ديف كلارك
ديف كلارك (بالإنجليزية: Dave Clarke)‏ (24 يوليو 1949 بنيوكاسل أبون تاين في المملكة المتحدة - ) هو لاعب كرة قدم بريطاني في مركز حراسة المرمى. شارك مع منتخب إنجلترا لكرة القدم C ‏. أما مع النوادي، فقد لعب مع نادي دونكاستر روفرز ونيوكاسل يونايتد ونادي بليث سبارتانز ونادي غيتزهد ونادي ساوث شيلدز ‏ ودارلينجتون إف سى.